# نادي تشيرنو مور فارنا
نادي تشيرنو مور فارنا لكرة القدم (Professional football club Cherno More Varna) هو نادي كرة قدم بلغاري، تأسس سنة 1913.

## وصلات خارجية
- الموقع الرسمي